# 2010'erne
Århundreder: 20. århundrede – 21. århundrede – 22. århundrede
Årtier: 1960'erne 1970'erne 1980'erne 1990'erne 2000'erne – 2010'erne – 2020'erne 2030'erne 2040'erne 2050'erne 2060'erne
År: 2010 2011 2012 2013 2014 2015 2016 2017 2018 2019
Begivenheder
- 10. april 2010 - Den tidligere polske præsident  Lech Kaczyński dør.
- 2. maj 2011 - Osama Bin Laden, manden bag terrorangrebet 11. september 2001 i New York, dræbes af amerikanske styrker i Pakistan.
- 20. oktober 2011 - Muammar Gaddafi dør formentlig under tilfangetagelse, i oprøret i Libyen.
- 17. december 2011 - Kim Jong-il Nordkoreas leder dør.
- 28. februar 2013 - Pave Benedikt 16. forlader sin post inden sin død, som den første pave siden 1415.
- 13. marts 2013 - Pave Frans overtager posten efter sin forgænger.

Personer
- Barack Obama
- Vladimir Putin
- Dmitrij Medvedev
- Hu Jintao
- Xi Jinping
- David Cameron
- Angela Merkel
- Nicolas Sarkozy
- François Hollande
- Viktor Yanukovych
- Petro Porosjenko
- Raúl Castro
- Hugo Chávez
- Benjamin Netanyahu
- Hassan Rohani
- Recep Tayyip Erdoğan
- Bashar al-Assad
- Shinzo Abe
- Park Geun-hye
- Kim Jong-un
- Pave Benedikt 16.
- Pave Frans
- Leonardo DiCaprio